# Megatermní organismy
Megatermní organismy jsou převážně organismy tropů a subtropů, ale i mírného pásu  vyžadující vyšší teploty. Jejich teplotní optimum se pohybuje mezi 20–30 °C (rostliny).  Nesnášejí dlouhodobější působení chladnějších teplot.